# 伊斯梅尔·罗德里格斯

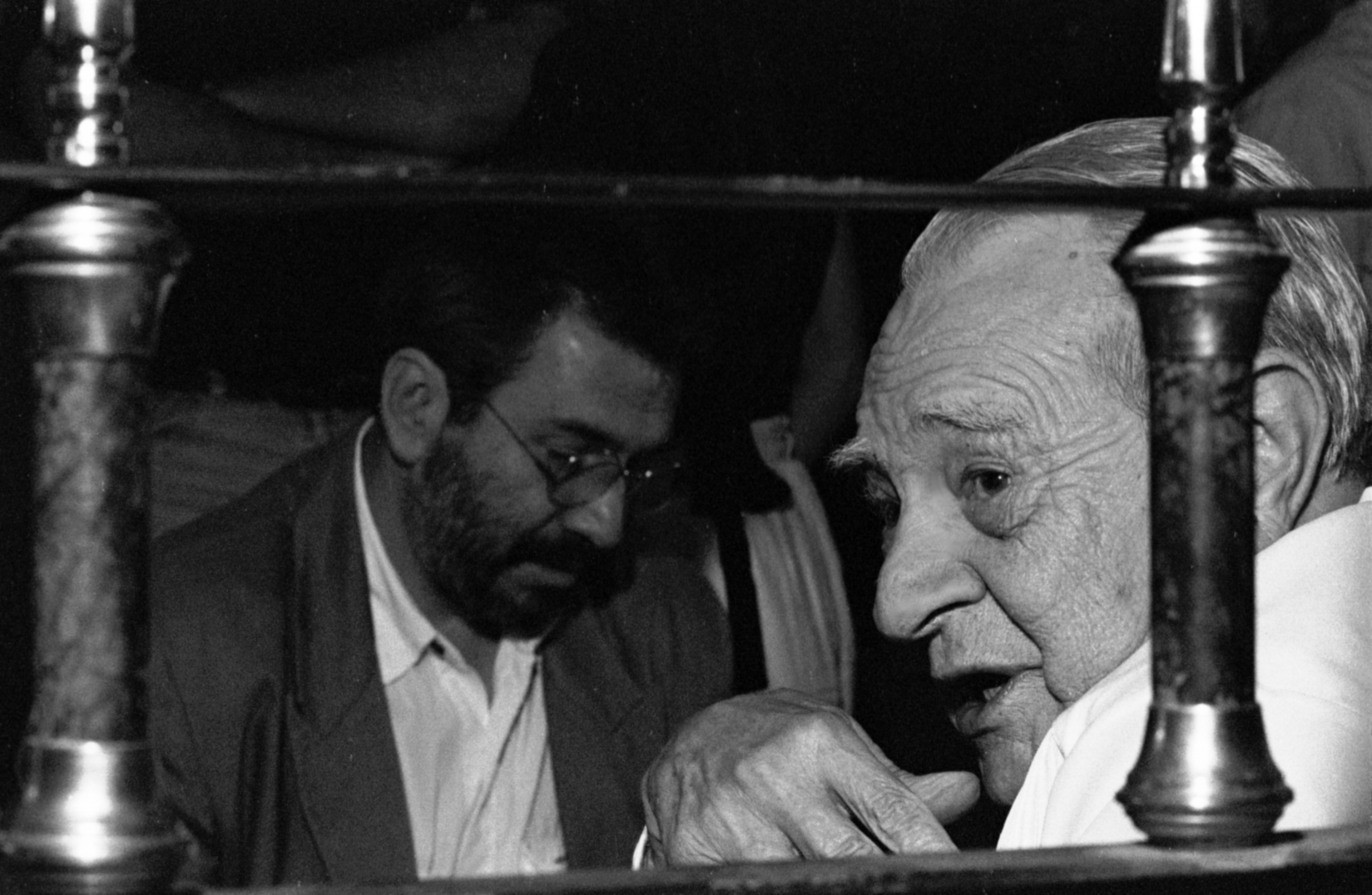

伊斯梅尔·罗德里格斯（Ismael Rodríguez，1917年10月19日—2004年8月7日），出生于墨西哥城，是墨西哥著名电影编导，被誉为墨西哥人民电影艺术家。
罗德里格斯出生在墨西哥城的一个普通家庭。童年时随全家旅居美国洛杉矶。1931年回国从事电影事业，1942年首次独立执导的《美丽的米却肯》一举成名。